# Attilio Fontana (politico 1876-1936)
Attilio Fontana (Torino, 14 maggio 1876 – Roma, 14 giugno 1936) è stato un avvocato, giornalista e politico italiano.

## Biografia
Laureatosi a Torino, entrò in politica giovanissimo come segretario dell'Unione Liberale di Torino fondata dal deputato Felice Paniè e fu tra i primi liberali ad affrontare gli avversari in pubblico, nei teatri e nelle piazze, con dialettica acuta e serrata. Passò al giornalismo militante e fu successivamente direttore del giornale politico liberal-conservatore La Perseveranza di Milano. Divenne poi direttore del Segretariato Agricolo Provinciale di Ferrara, occupandosi della questione tributaria in relazione alla proprietà e l'industria terriera, i contratti agrari, i consorzi di produttori ecc. Nel 1919 fu eletto deputato del collegio di Pavia, unico liberale rimasto a fronte dell'ondata socialista (sei deputati su otto). Venne rieletto nel  collegio di Milano-Pavia nel 1921 nel Blocco Nazionale (cui aderivano anche i fascisti) e nel 1924 nella circoscrizione della Lombardia nel listone. Anche in parlamento continuò ad occuparsi di problemi dell'agricoltura. Nel secondo Governo Facta (1922) fu sottosegretario al Tesoro. L'ultimo intervento parlamentare risale al 1925.